# Hypocholesterinämie
Die Hypocholesterinämie, auch als Hypocholesterolämie bezeichnet,  ist eine Form einer Fettstoffwechselstörung mit zu niedrigem Gehalt an Cholesterin im Blutserum. Das sehr viel häufigere Gegenteil, ein abnormal erhöhter Cholesteringehalt, wird als Hypercholesterinämie bezeichnet.
Der Referenzwert für das Gesamtcholesterin ist geschlechts- und altersabhängig und liegt bei gesunden Erwachsenen etwa zwischen 70 und 160–170 mg/dl.

## Formen und Ursachen
Unterschieden werden können primäre und sekundäre Formen der Hypocholesterinämie.
- Familiäre oder primäre Hypocholesterinämie (PHC)
  - Familiäre Hypobetalipoproteinämie mit Abetalipoproteinämie und Chylomikronenretention
  - Tangier-Krankheit
  - Marfan-Syndrom
  - Smith-Lemli-Opitz-Syndrom
  - Bassen-Kornzweig-Syndrom (Hypocholesterinämie und Verminderung der beta-Lipoproteine)
- Erworbene oder sekundäre Hypocholesterinämie
  - Malabsorptionssyndrome
  - erhöhter Katabolismus beispielsweise bei Leberversagen, Anorexia nervosa, Hyperthyreose, Leukämie
  - Diabetes mellitus Typ 1
  - Nebennierenrindeninsuffizienz
  - Manganmangel
  - ernährungsbedingt
  - als unerwünschte Arzneimittelwirkung